# Final de la Liga Europa de la UEFA 2015-16
La Final de la Liga Europa de la UEFA 2015-16 se disputó el día 18 de mayo de 2016 en el Estadio St. Jakob Park de Basilea, Suiza. Fue la 45.ª edición del torneo y la 7.ª con su actual denominación. Los contendientes fueron el Sevilla FC (vigente campeón, y que buscaba su quinta corona) y el Liverpool FC (que ostentaba tres torneos en sus vitrinas y aspiraba a empatar a cuatro títulos con el propio Sevilla).
La victoria cayó del lado del club español, que se impuso a su oponente por 1-3. Así, el Sevilla obtuvo su quinta Liga Europa (convirtiéndose en el único equipo capaz de ganarla tres temporadas consecutivas), y se clasificó para la Supercopa de Europa 2016 como campeón del torneo.
La final no pudo verse en abierto en España, debido a la negativa del Gobierno central de declarar la participación española en la final de la UEFA Europa League como partido de interés general.

## Finalistas
En  negrita, las finales ganadas.
| Equipos      | Finales jugadas anteriormente       |
| ------------ | ----------------------------------- |
| Liverpool FC | 1972-73, 1975-76, 2000-01.          |
| Sevilla FC   | 2005-06, 2006-07, 2013-14, 2014-15. |

## Sede de la Final
El St. Jakob-Park fue anunciado como la sede de la final en la reunión del Comité Ejecutivo de la UEFA celebrada en Nyon, Suiza, el 18 de septiembre de 2014. Esta fue la primera final de clubes europeos que se celebró en dicho estadio, aunque el estadio anterior con el mismo nombre, el St. Jakob Stadium, que abrió en 1954 para la Copa Mundial de la FIFA de 1954 y cerró en 1998, albergó cuatro finales de la Recopa de Europa en 1969, 1975, 1979 y 1984.
| Suiza                  |                |                |                |
| Ciudad                 | Estadio        |                |                |
| Basilea                | St. Jakob-Park | St. Jakob-Park | St. Jakob-Park |
|                        |                |                |                |
| 36 000 espectadores    |                |                |                |
| Final Liga Europa 2016 |                |                |                |

## Camino a la Final

### Liverpool FC
| Fecha                                                                                 | Fase                           | Estadio                            | Local             | Resultado | Visitante         |
| ------------------------------------------------------------------------------------- | ------------------------------ | ---------------------------------- | ----------------- | --------- | ----------------- |
| 17 de septiembre de 2015                                                              | Fase de grupos Grupo B         | Estadio Matmut Atlantique, Burdeos | Bordeaux          | 1 – 1     | Liverpool FC      |
| 1 de octubre de 2015                                                                  | Fase de grupos Grupo B         | Anfield, Liverpool                 | Liverpool FC      | 1 – 1     | FC Sion           |
| 22 de octubre de 2015                                                                 | Fase de grupos Grupo B         | Anfield, Liverpool                 | Liverpool FC      | 1 – 1     | Rubin Kazán       |
| 5 de noviembre de 2014                                                                | Fase de grupos Grupo B         | Estadio Central, Kazán             | Rubin Kazán       | 0 – 1     | Liverpool FC      |
| 26 de noviembre de 2015                                                               | Fase de grupos Grupo B         | Anfield, Liverpool                 | Liverpool FC      | 2 – 1     | Bordeaux          |
| 10 de diciembre de 2015                                                               | Fase de grupos Grupo B         | Stade Tourbillon, Sion             | FC Sion           | 0 – 0     | Liverpool FC      |
| Liverpool FC se clasificó a dieciseisavos quedando primero en su grupo con 10 puntos. |                                |                                    |                   |           |                   |
| 18 de febrero de 2016                                                                 | Dieciseisavos de final Llave 7 | WWK Arena, Augsburgo               | Augsburgo         | 0 – 0     | Liverpool FC      |
| 25 de febrero de 2016                                                                 | Dieciseisavos de final Llave 7 | Anfield, Liverpool                 | Liverpool FC      | 1 – 0     | Augsburgo         |
| Liverpool FC se clasificó a octavos con un global de 1–0.                             |                                |                                    |                   |           |                   |
| 10 de marzo de 2016                                                                   | Octavos de final Llave 4       | Anfield, Liverpool                 | Liverpool FC      | 2 – 0     | Manchester United |
| 17 de marzo de 2016                                                                   | Octavos de final Llave 4       | Old Trafford, Mánchester           | Manchester United | 1 – 1     | Liverpool FC      |
| Liverpool FC se clasificó a cuartos con un global de 3–1.                             |                                |                                    |                   |           |                   |
| 7 de abril de 2015                                                                    | Cuartos de final Llave 4       | Signal Iduna Park, Dortmund        | Borussia Dortmund | 1 – 1     | Liverpool FC      |
| 14 de abril de 2015                                                                   | Cuartos de final Llave 4       | Anfield, Liverpool                 | Liverpool FC      | 4 – 3     | Borussia Dortmund |
| Liverpool FC se clasificó a semifinales con un global de 5–4.                         |                                |                                    |                   |           |                   |
| 28 de abril de 2015                                                                   | Semifinales Llave 2            | El Madrigal, Villarreal            | Villarreal CF     | 1 – 0     | Liverpool FC      |
| 5 de mayo de 2016                                                                     | Semifinales Llave 2            | Anfield, Liverpool                 | Liverpool FC      | 3 – 0     | Villarreal CF     |
| Liverpool FC se clasificó a la final con un global de 3–1.                            |                                |                                    |                   |           |                   |

### Sevilla FC
| Fecha | Fase                            | Estadio                        | Local            | Resultado     | Visitante        |
| --- | ------------------------------- | ------------------------------ | ---------------- | ------------- | ---------------- |
| Sevilla FC se clasificó a dieciseisavos procedente de la Liga de Campeones al quedar tercero en su grupo con 6 puntos. |                                 |                                |                  |               |                  |
| 18 de febrero de 2016                                                                                                  | Dieciseisavos de final Llave 13 | Ramón Sánchez-Pizjuán, Sevilla | Sevilla FC       | 3 – 0         | Molde FK         |
| 25 de febrero de 2016                                                                                                  | Dieciseisavos de final Llave 13 | Aker Stadion, Molde            | Molde FK         | 1 – 0         | Sevilla FC       |
| Sevilla FC se clasificó a octavos con un global de 3–1.                                                                |                                 |                                |                  |               |                  |
| 10 de marzo de 2016 | Octavos de final Llave 2        | St. Jakob Park, Basilea        | FC Basel         | 0 – 0         | Sevilla FC       |
| 17 de marzo de 2016 | Octavos de final Llave 2        | Ramón Sánchez-Pizjuán, Sevilla | Sevilla FC       | 3 – 0         | FC Basel         |
| Sevilla FC se clasificó a cuartos con un global de 3–0.                                                                |                                 |                                |                  |               |                  |
| 7 de abril de 2015 | Cuartos de final Llave 3        | San Mamés, Bilbao              | Athletic Club    | 1 – 2         | Sevilla FC       |
| 14 de abril de 2015 | Cuartos de final Llave 3        | Ramón Sánchez-Pizjuán, Sevilla | Sevilla FC       | 1 (5) – 2 (4) | Athletic Club    |
| Sevilla FC se clasificó a semifinales con un global de 3–3 y al ganar la tanda de penales por (5:4).                   |                                 |                                |                  |               |                  |
| 28 de abril de 2015 | Semifinales Llave 1             | Arena Lviv, Leópolis           | Shakhtar Donetsk | 2 – 2         | Sevilla FC       |
| 5 de mayo de 2015 | Semifinales Llave 1             | Ramón Sánchez-Pizjuán, Sevilla | Sevilla FC       | 3 – 1         | Shakhtar Donetsk |
| Sevilla FC se clasificó a la final con un global de 5–3.                                                               |                                 |                                |                  |               |                  |

## Partido

### Liverpool - Sevilla
| 22         | POR        | Simon Mignolet    |     |
| 2          | DEF        | Nathaniel Clyne   |     |
| 4          | DEF        | Kolo Touré        |     |
| 6          | DEF        | Dejan Lovren      |     |
| 18         | DEF        | Alberto Moreno    |     |
| 7          | MED        | James Milner      |     |
| 23         | MED        | Emre Can          |     |
| 20         | MED        | Adam Lallana      | 73' |
| 10         | MED        | Philippe Coutinho |     |
| 11         | MED        | Roberto Firmino   | 69' |
| 15         | DEL        | Daniel Sturridge  |     |
| Entrenador | Entrenador | Jürgen Klopp      |     |

| 31         | POR        | David Soria         |       |
| 25         | DEF        | Mariano             |       |
| 3          | DEF        | Adil Rami           | 78'   |
| 6          | DEF        | Daniel Carriço      |       |
| 18         | DEF        | Sergio Escudero     |       |
| 4          | MED        | Grzegorz Krychowiak |       |
| 15         | MED        | Steven N'Zonzi      |       |
| 23         | MED        | Coke                |       |
| 19         | MED        | Éver Banega         | 90+3' |
| 20         | MED        | Vitolo              |       |
| 9          | DEL        | Kevin Gameiro       | 89'   |
| Entrenador | Entrenador | Unai Emery          |       |

| 27 | DEL | Divock Origi | 69' |
| 24 | MED | Joe Allen    | 73' |

| 5  | DEF | Timothée Kolodziejczak | 78'   |
| 8  | MED | Vicente Iborra         | 89'   |
| 14 | MED | Sebastián Cristóforo   | 90+3' |

| Anotado | 35' | Daniel Sturridge | 1 – 0 |

| Anotado | 46' | Kevin Gameiro | 1 – 1 |
| Anotado | 64' | Coke          | 1 – 2 |
| Anotado | 70' | Coke          | 1 – 3 |

| 30' | Dejan Lovren    |  |
| 72' | Divock Origi    |  |
| 94' | Nathaniel Clyne |  |

| 56' | Vitolo      |  |
| 57' | Éver Banega |  |
| 77' | Adil Rami   |  |
| 84' | Mariano     |  |

| Árbitro                      | Jonas Eriksson       |
| Asistentes de línea de banda | Mathias Klasenius    |
| Asistentes de línea de banda | Daniel Wärnmark      |
| Asistentes de línea de gol   | Stefan Johannesson   |
| Asistentes de línea de gol   | Markus Strömbergsson |
| Cuarto árbitro               | Svein Oddvar Moen    |
| Reporte                      |                      |

| 22         | POR        | Simon Mignolet    |     |
| 2          | DEF        | Nathaniel Clyne   |     |
| 4          | DEF        | Kolo Touré        |     |
| 6          | DEF        | Dejan Lovren      |     |
| 18         | DEF        | Alberto Moreno    |     |
| 7          | MED        | James Milner      |     |
| 23         | MED        | Emre Can          |     |
| 20         | MED        | Adam Lallana      | 73' |
| 10         | MED        | Philippe Coutinho |     |
| 11         | MED        | Roberto Firmino   | 69' |
| 15         | DEL        | Daniel Sturridge  |     |
| Entrenador | Entrenador | Jürgen Klopp      |     |

| 31         | POR        | David Soria         |       |
| 25         | DEF        | Mariano             |       |
| 3          | DEF        | Adil Rami           | 78'   |
| 6          | DEF        | Daniel Carriço      |       |
| 18         | DEF        | Sergio Escudero     |       |
| 4          | MED        | Grzegorz Krychowiak |       |
| 15         | MED        | Steven N'Zonzi      |       |
| 23         | MED        | Coke                |       |
| 19         | MED        | Éver Banega         | 90+3' |
| 20         | MED        | Vitolo              |       |
| 9          | DEL        | Kevin Gameiro       | 89'   |
| Entrenador | Entrenador | Unai Emery          |       |

| 27 | DEL | Divock Origi | 69' |
| 24 | MED | Joe Allen    | 73' |

| 5  | DEF | Timothée Kolodziejczak | 78'   |
| 8  | MED | Vicente Iborra         | 89'   |
| 14 | MED | Sebastián Cristóforo   | 90+3' |

| Anotado | 35' | Daniel Sturridge | 1 – 0 |

| Anotado | 46' | Kevin Gameiro | 1 – 1 |
| Anotado | 64' | Coke          | 1 – 2 |
| Anotado | 70' | Coke          | 1 – 3 |

| 30' | Dejan Lovren    |  |
| 72' | Divock Origi    |  |
| 94' | Nathaniel Clyne |  |

| 56' | Vitolo      |  |
| 57' | Éver Banega |  |
| 77' | Adil Rami   |  |
| 84' | Mariano     |  |

| Árbitro                      | Jonas Eriksson       |
| Asistentes de línea de banda | Mathias Klasenius    |
| Asistentes de línea de banda | Daniel Wärnmark      |
| Asistentes de línea de gol   | Stefan Johannesson   |
| Asistentes de línea de gol   | Markus Strömbergsson |
| Cuarto árbitro               | Svein Oddvar Moen    |
| Reporte                      |                      |

|                            |
| Bandera de España          |
| Campeón Sevilla 5.º título |